# Sida nesogena
Sida nesogena är en malvaväxtart som beskrevs av Ivan Murray Johnston. Sida nesogena ingår i släktet sammetsmalvor, och familjen malvaväxter. Inga underarter finns listade i Catalogue of Life.